# BET Awards 2012
Die BET Awards 2012 waren die zwölften von Black Entertainment Television (BET) vergebenen BET Awards, die an Künstler in den Bereichen Musik, Schauspiel, Film und Sport vergeben wurden.
Die Verleihung fand am 1. Juli 2012 im Shrine Auditorium, Los Angeles, Kalifornien statt. Die Moderation übernahm Samuel L. Jackson.
Den Preis für das Lebenswerk erhielt die Band Maze mit Frankie Beverly, den Humanitarian Award erhielt Rev. Al Sharpton.
Am häufigsten nominiert war Kanye West, unter anderem auch als Teil des Duos The Throne mit Jay-Z, gefolgt von Beyoncé mit sechs Nominierungen.
Ähnlich wie die BET Awards 2009, die ganz im Zeichen des Todes von Michael Jackson standen, wurde diese Veranstaltung Whitney Houston gewidmet, die Anfang des Jahres verstarb. Musikalisch widmeten Monica, Brandy, ihr Bruder Gary Houston und Mutter Cissy Houston sowie Chaka Khan ihr ein Medley bestehend aus ihren eigenen Songs sowie Chaka Khans I’m Every Woman. Mariah Carey hielt eine Rede zu Ehren von Whitney Houston und erzählte dabei gemeinsame Anekdoten. Weiteren Tribut zollten Angela Bassett, Loretta Devine und Lela Rochon.
Für viele ein Ärgernis waren die häufigen Flüche, die von Black Entertainment Television ausgeblendet wurden, wobei jedoch nicht alle Obszönitäten erwischt wurden.
Insgesamt 7,42 Millionen Zuschauer fand die Sendung und erreichte in der Zielgruppe der 18- bis 49-Jährigen damit ein Rating von 3,2, der höchste Wert im US-amerikanischen Kabelfernsehen in dieser Nacht.

## Liveauftritte
| Künstler                                                 | Lieder |
| -------------------------------------------------------- | --- |
| Kanye West Big Sean Pusha T 2 Chainz                     | Mercy Cold (West) New God Flow (West) |
| Usher                                                    | Climax |
| Yolanda Adams Jessica Reedy Amber Bullock Y'Anna Crawley | You Brought the Sunshine |
| Chanté Moore                                             | Love to Love You Baby Bad Girls (Tribute to Donna Summer) |
| Charles Perry                                            | Home |
| Nicki Minaj 2 Chainz                                     | Champion (Minaj) Beez in the Trap |
| Valerie Simpson                                          | Ain't Nothing Like the Real Thing |
| Melanie Fiona                                            | Wrong Side of a Love Song |
| D'Angelo                                                 | Untitled (How Does It Feel) Sugah Daddy |
| Rick Ross Wale Meek Mill                                 | Bag of Money So Sophisticated (Ross) Black Magic |
| Joe Tyrese Faith Evans                                   | Tribute to Maze featuring Frankie Beverly 1. Can't Get Over You (Joe) 2. Joy and Pain (Tyrese) 3. Happy Feelin's (Evans) |
| Maze featuring Frankie Beverly                           | We Are One Before I Let Go |
| Chris Brown                                              | Don't Wake Me Up Turn Up the Music |
| Monica Brandy Gary Houston Cissy Houston Chaka Khan      | Tribute to Whitney Houston 1. I Love the Lord (Monica) 2. I'm Your Baby Tonight (Brandy) 3. I Wanna Dance With Somebody (Brandy) 4. Where You Are (G. Houston) 5. Bridge Over Troubled Water (C. Houston) 6. I'm Every Woman (Khan) |
| Cash Out Tyga                                            | Cashin' Out (Cash Out) Rack City (Tyga) |

## Gewinner und Nominierte
Die Gewinner sind fett markiert und vorangestellt.
| Video of the Year | Viewers' Choice |
| --- | --- |
| - Jay-Z & Kanye West feat. Otis Redding – Otis - Beyoncé – Countdown - Beyoncé – Love on Top - Jay-Z & Kanye West – N----s in Paris - Usher –Climax | - Mindless Behavior – Hello - Drake feat. Lil Wayne & Tyga – The Motto - Beyoncé – Love on Top - Chris Brown – Turn Up the Music - Jay-Z & Kanye West feat. Otis Redding – Otis - Wale feat. Miguel – Lotus Flower Bomb                                                                            |
| Best Female Hip Hop Artist | Best Male Hip Hop Artist |
| - Nicki Minaj - Diamond - Brianna Perry - Trina | - Drake - Big Sean - J. Cole - Lil Wayne - Rick Ross - Young Jeezy |
| Best Female R&B Artist | Best Male R&B Artist |
| - Beyoncé - Marsha Ambrosius - Mary J. Blige - Melanie Fiona - Rihanna                                                                              | - Chris Brown - Bruno Mars - Miguel - Trey Songz - Usher |
| Best Group | Best New Artist |
| - The Throne (Jay-Z & Kanye West) - Bad Meets Evil - Diddy Dirty Money - Maybach Music Group - Mindless Behavior                                    | - Big Sean - ASAP Rocky - Diggy - Future - Meek Mill |
| Best Gospel Artist | Best Collaboration |
| - Yolanda Adams - Kim Burrell - James Fortune & FIYA - Fred Hammond - Trin-I-Tee 5:7                                                                | - Wale feat. Miguel – Lotus Flower Bomb - Beyoncé feat. J. Cole – Party - Big Sean feat. Kanye West & Roscoe Dash – Marvin Gaye & Chardonnay - DJ Khaled feat. Drake, Rick Ross & Lil Wayne – I'm on One - Drake feat. Lil Wayne & Tyga – The Motto - Jay-Z & Kanye West feat. Otis Redding – Otis |
| Best Centric | Video Director of the Year |
| - Common - Estelle - Robert Glasper - Robin Thicke - Tyrese                                                                                         | - Beyoncé & Alan Ferguson - Benny Boom - Chris Brown & Godfrey Taberez - Kanye West - Hype Williams |
| YoungStars Award | Best Movie |
| - Diggy - Astro - Jacob Latimore - Keke Palmer - Willow Smith                                                                                       | - The Help - Good Deeds - Jumping the Broom - Kevin Hart: Laugh at My Pain - Red Tails |
| Best Actress | Best Actor |
| - Viola Davis - Angela Bassett - Taraji P. Henson - Regina King - Zoe Saldana                                                                       | - Kevin Hart - Don Cheadle - Common - Idris Elba - Denzel Washington |
| Sportswoman of the Year | Sportsman of the Year |
| - Serena Williams - Skylar Diggins - Candace Parker - Brittney Griner - Venus Williams                                                              | - Kevin Durant - Carmelo Anthony - Kobe Bryant - Victor Cruz - LeBron James |
| Best International Act: Africa | Best International Act: United Kingdom |
| - Sarkodie (Ghana) - Wizkid (Nigeria) - Camp Mulla (Kenya) - Ice Prince (Nigeria) - Lira (Südafrika) - Mokobé (Mali)                                | - Wretch 32 - Estelle - Labrinth - Emeli Sandé - Sway |
| FANdemonium Award | BET Lifetime Achievement Award |
| - Chris Brown - Lil Wayne - Mindless Behavior - Nicki Minaj - Rihanna - Trey Songz                                                                  | - Maze feat. Frank Beverly |
| Humanitarian Award | |
| - Rev. Al Sharpton | |